# Juha Metsola
Juha Metsola (né le 24 février 1989 à Tappara en Finlande) est un joueur professionnel finlandais de hockey sur glace. Il évolue au poste de gardien de but.

## Biographie

### Carrière en club
Formé à l'Ilves Tampere, il est choisi au premier tour, en vingt-cinquième position lors de la sélection européenne 2007 de la Ligue canadienne de hockey par les Hurricanes de Lethbridge. Il part alors en Amérique du Nord est débute dans la Ligue de hockey de l'Ouest. Deux ans plus tard, il revient en Finlande et passe professionnel avec le HPK Hämeenlinna dans la Liiga. En 2015, il signe à l'Amour Khabarovsk dans la KHL.

### Carrière internationale
Il représente la Finlande au niveau international.

## Trophées et honneurs personnels

### Liiga
- 2014-2015 : meilleur pourcentage d'arrêts.
- 2014-2015 : nommé dans l'équipe d'étoiles.
- 2014-2015 : remporte le Trophée Urpo-Ylönen du meilleur gardien.

### KHL
- 2015-2016 : participe au match des étoiles.
- 2018-2019 : participe au match des étoiles.
- 2018-2019 : nommé meilleur gardien.
- 2018-2019 : nommé dans la première équipe d'étoiles.
- 2018-2019 : meilleur pourcentage d'arrêts des séries éliminatoires.
- 2019-2020 : participe au Match des étoiles de la Ligue continentale de hockey|match des étoiles.